# كليمنت جونسون
كليمنت جونسون (31 مارس 1871 في جمهورية أيرلندا - 31 مايو 1908) (بالإنجليزية: Clement Johnson)‏ هو لاعب كريكت جنوب أفريقي. لعب مع Gauteng (cricket team) ‏.

## وصلات خارجية
- كليمنت جونسون على موقع إي آس بي آن كريك إنفو (الإنجليزية)